# Musikjahr 1893
Liste der Musikjahre

◄◄ | ◄ | 1889 | 1890 | 1891 | 1892 | Musikjahr 1893 | 1894 | 1895 | 1896 | 1897 | ► | ►►

Weitere Ereignisse
Dieser Artikel behandelt das Musikjahr 1893.

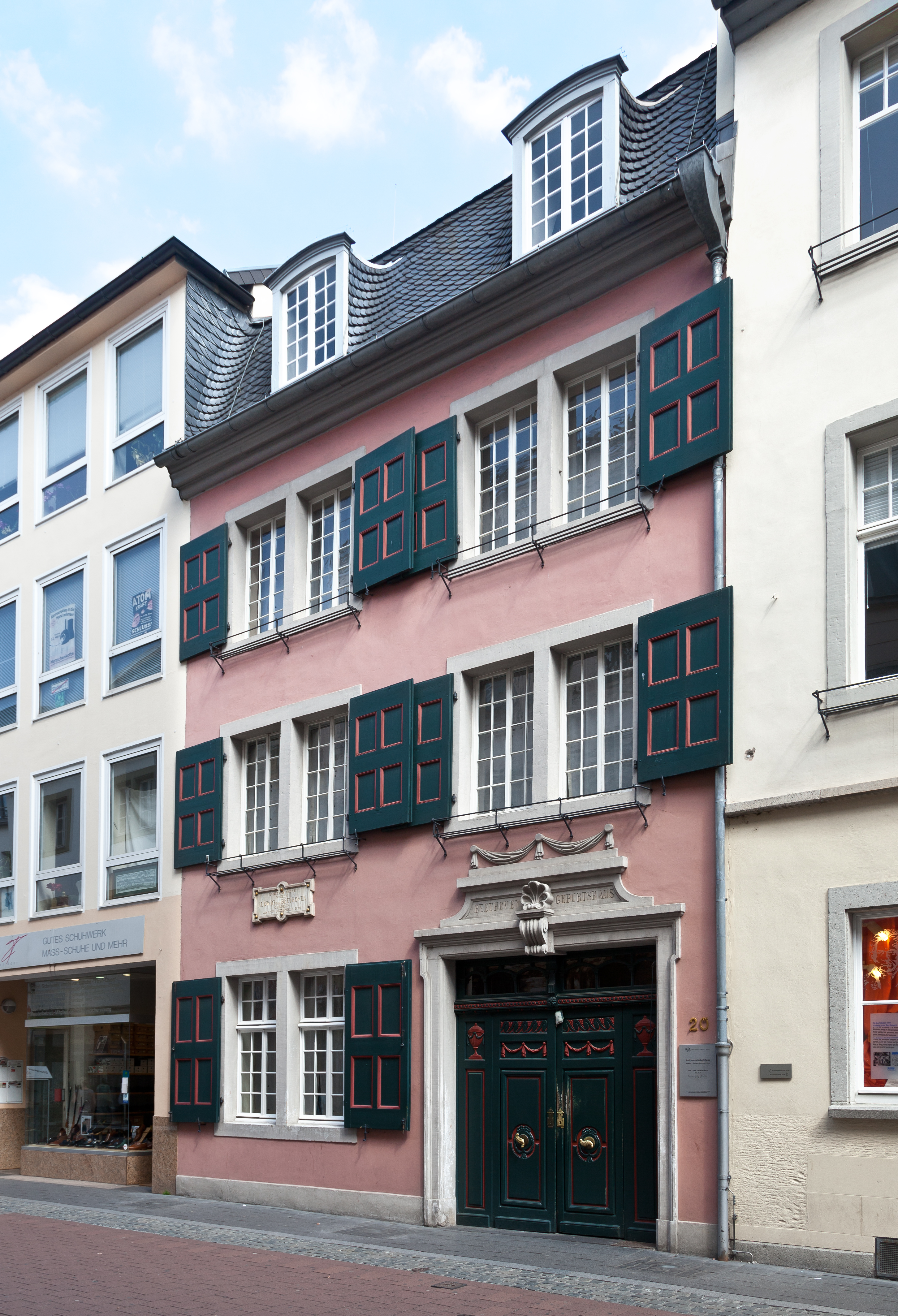
Beethoven-Haus in Bonn

## Ereignisse
- 12. April: Das Pariser Olympia eröffnet seinen großen Konzertsaal unter dem Namen Montagnes Russes. Die Music Hall wird von den großen Künstlern der Zeit und auch für andere Veranstaltungen genutzt.
- 17. April: Gustav Schreck wird als Nachfolger des im Vorjahr verstorbenen Wilhelm Rust in sein Amt als Thomaskantor des Thomanerchores zu Leipzig eingeführt.
- 10. Mai: Im Rahmen des zweiten Kammermusikfestes wird in Bonn das Beethoven-Haus eröffnet. Das Geburtshaus von Ludwig van Beethoven ist neben einer Gedächtnisstätte auch Museum und Kulturinstitut.

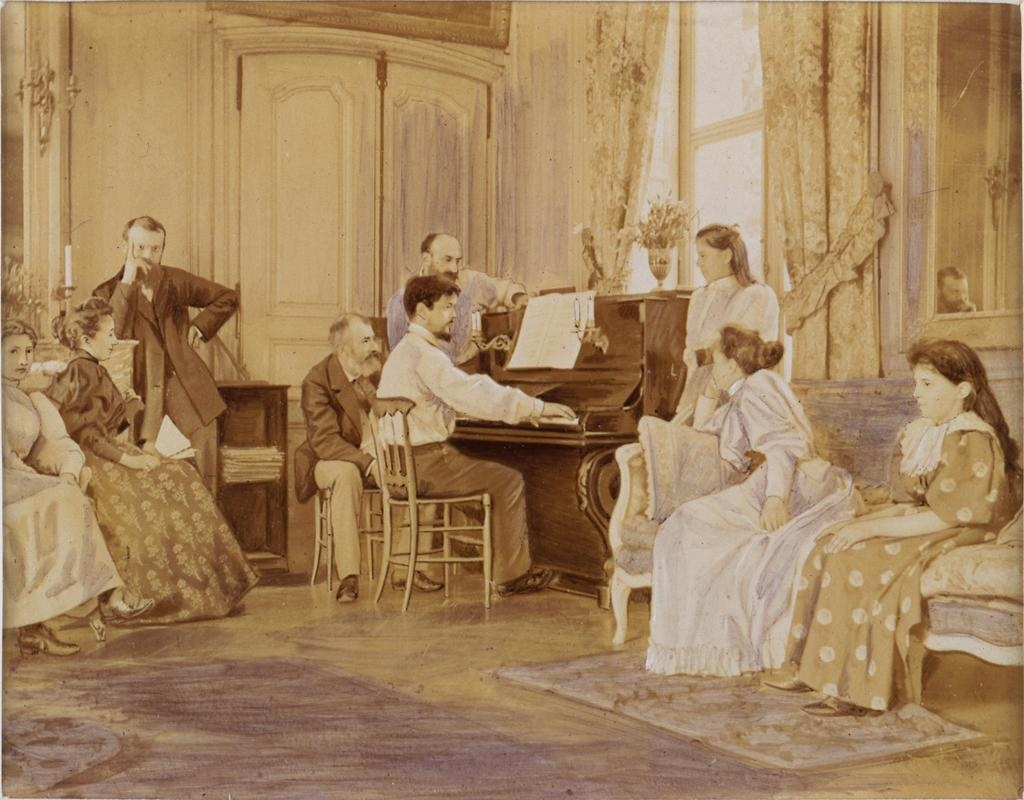
Claude Debussy am Klavier, 1893

- Das erste Sousaphon wird gebaut.

## Instrumentalmusik (Auswahl)
- Eugen d’Albert: Klavierkonzert Nr. 2 E-Dur op. 12; Klaviersonate fis-Moll op. 10; Der Mensch und das Leben für Chor op. 14
- Johannes Brahms: Sechs Klavierstücke op. 118; Vier Klavierstücke op. 119; 51 Klavierübungen
- Anton Bruckner: Helgoland weltliche Kantate für Männerchor und großes Orchester in g-Moll
- Ferruccio Busoni: Chaconne, bearbeitet für Klavier, aus der Partita Nr. 2 in d-moll für Violine solo BWV 1004
- Claude Debussy: Die Uraufführung der weltlichen Kantate La Damoiselle élue.
- Antonín Dvořák: Am 16. Dezember führen die New Yorker Philharmoniker die 9. Sinfonie (Aus der Neuen Welt) in der New Yorker Carnegie Hall erstmals auf.
- Charles Gounod: Drames sacrés (Schauspielmusik)
- Jean Sibelius: Die Sinfonische Dichtung En Saga wird am 16. Februar in Helsinki uraufgeführt.

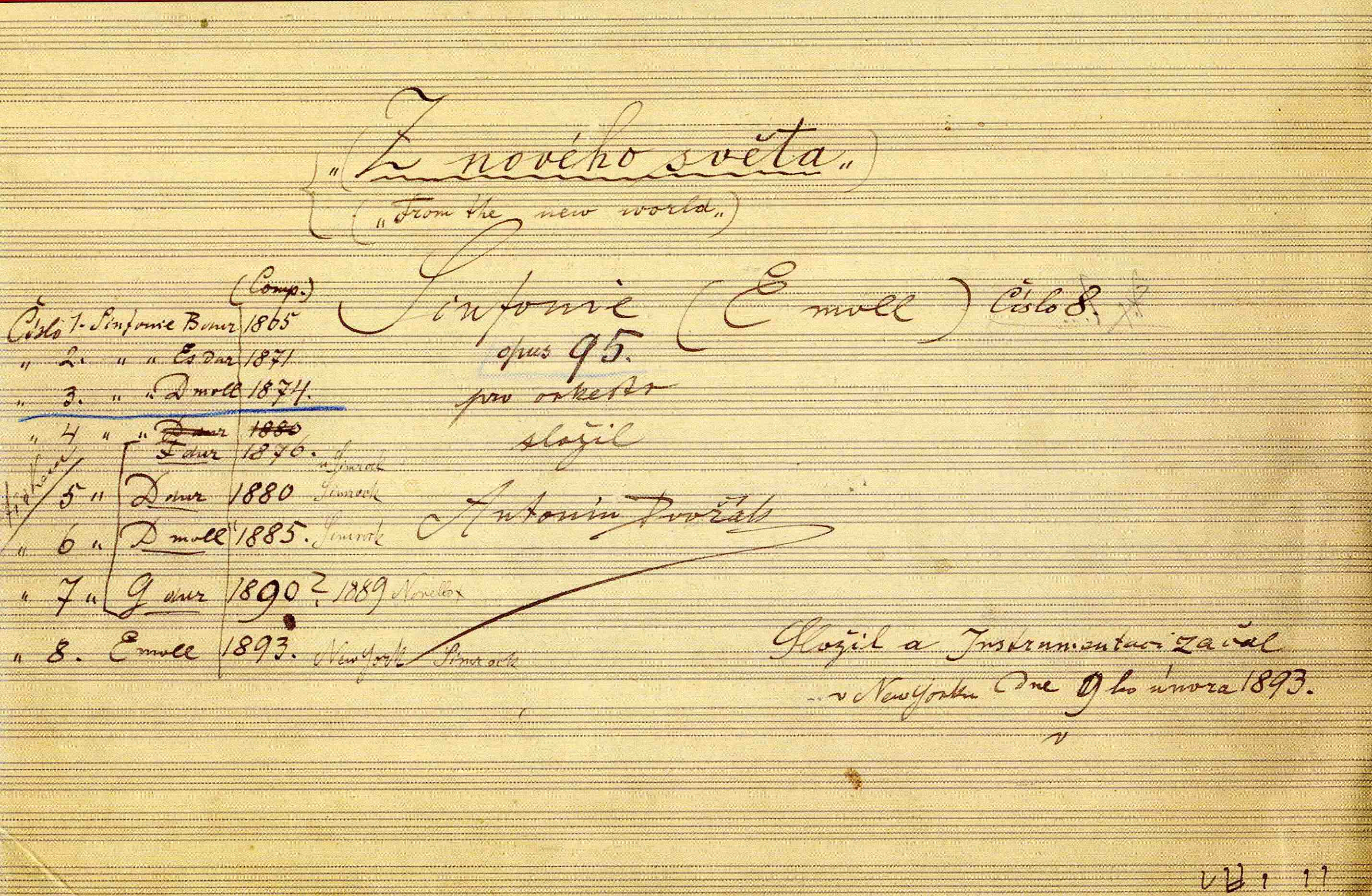
Titelblatt der Partitur von Dvořáks 9. Sinfonie

- Ethel Smyth: Die Messe in D-Dur das einzige geistliche Werk der Komponistin, wird am 18. Januar 1893 in der Royal Albert Hall in London uraufgeführt. Obwohl die Uraufführung, die nur durch die Intervention der ehemaligen französischen Kaiserin Eugénie de Montijo möglich geworden war, ein begeisterter Erfolg wird, wird das Werk erst 1924 wieder aufgeführt.
- John Philip Sousa: Manhattan Beach March; Liberty Bell (Militärmarsch)
- Johann Strauss (Sohn): Seid umschlungen Millionen (Walzer) op. 443 uraufgeführt am 27. März 1893 in Wien; Ninetta-Walzer op. 445 uraufgeführt am 21. Januar 1893 in der Wiener Hofburg unter der Leitung von Carl Michael Ziehrer; Hochzeitsreigen (Walzer) (12. November 1893); Ninetta-Quadrille op. 446 Uraufführung 19. Februar 1893 in Wien; Ninetta-Marsch op. 447 Uraufführung 5. März 1893 in Wien; Diplomaten-Polka op. 477 Uraufführung 26. Februar 1893; Ninetta-Galopp op. 450 Uraufführung 3. Februar 1893; Fest-Marsch op. 452; Auf dem Tanzboden (Musikalische Illustration) op. 454
- Arthur Sullivan: Imperial March (Marsch zur Eröffnung des „Imperial Institute“; Uraufführung am 1. Mai 1893).
- Pjotr Iljitsch Tschaikowski: Neun Tage vor seinem Tod dirigiert der Komponist am 28. Oktober in Sankt Petersburg die Uraufführung seiner Sinfonie Nr. 6 in h-Moll. Tschaikowskis letztes Werk, das auf Anregung seines Bruders am nächsten Tag Pathétique genannt wird, wird vom Publikum jedoch nur mit mäßiger Begeisterung aufgenommen.
- Charles-Marie Widor: Ouverture espagnole / Suite pittoresque;
- Carl Michael Ziehrer: Frauenlogik, Mazurka op. 445; Cavallerie, Polka op. 454; Clubgeister, Walzer op. 452; Lieber Bismarck, schaukle nicht, Polka op. 465

## Vokalmusik
- Ernest Chausson: Poème de l’amour et de la mer op. 19, Liederzyklus für Singstimme und Orchester, Uraufführung am 21. Februar
- Claude Debussy: La Damoiselle élue L. 62, Kantate, Uraufführung am 8. April in Salle Érard in Paris

## Musiktheater
- 10. Januar Uraufführung der Operette Fürstin Ninetta von Johann Strauss (Sohn) im Theater an der Wien in Wien.
- 27. Januar: Die Uraufführung der Oper Debora von Josef Bohuslav Foerster erfolgt am Nationaltheater Prag.

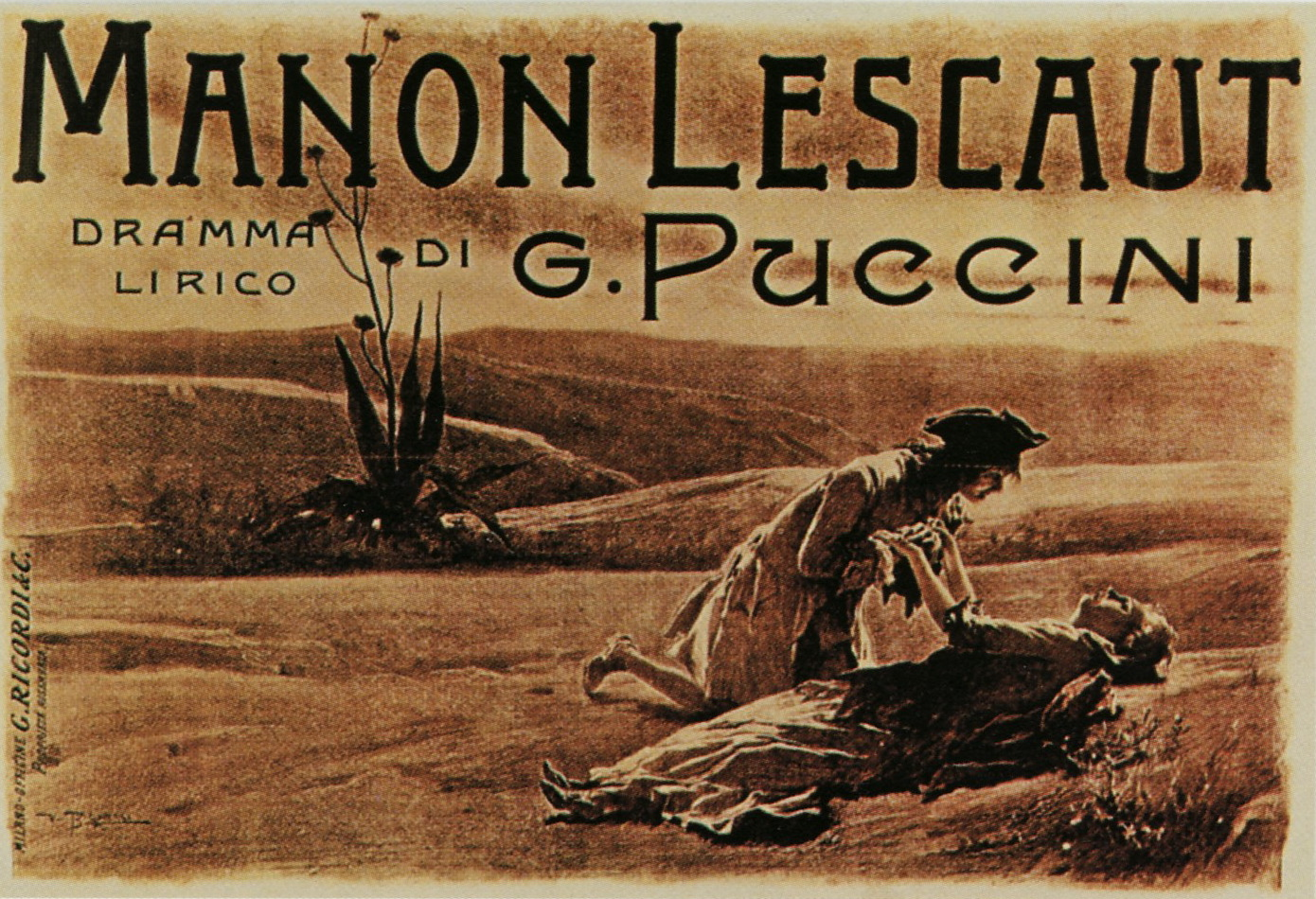
Giacomo Puccini – Manon Lescaut – Poster von Vespasiano Bignami

- 01. Februar: Cesira Ferrani singt die Titelrolle bei der Uraufführung der Oper Manon Lescaut von Giacomo Puccini am Teatro Regio in Turin.
- 09. Februar: Uraufführung der Oper Falstaff von Giuseppe Verdi im Teatro alla Scala in Mailand. Es ist das letzte Bühnenwerk des Komponisten.
- 18. Februar: Über 46 Jahre nach der konzertanten Uraufführung in Paris erfolgt die szenische Uraufführung der „dramatischen Legende“ La damnation de Faust (Fausts Verdammnis) von Hector Berlioz in Monte Carlo.
- 10. März: Uraufführung des komischen Balletts in einem Akt La Flûte magique zur Originalmusik von Riccardo Drigo und zur Choreografie von Lew Iwanow in Sankt Petersburg.
- 11. April: Uraufführung der Oper Magic Ring von Isaac Albéniz im Prince of Wales’ Theatre in London
- 09. Mai: Uraufführung der Oper Aleko von Sergei Wassiljewitsch Rachmaninow im Bolschoi-Theater in Moskau
- 15. Juni: Uraufführung der Operette Poor Jonathan von Isaac Albéniz im Prince of Wales’ Theatre in London
- 07. Oktober: Uraufführung der Oper Utopia Limited von Arthur Sullivan im m Savoy-Theater, London.
- 12. Oktober: Uraufführung der Oper Der Rubin von Eugen d’Albert in Karlsruhe. Es ist die erste Oper des Komponisten.
- 23. Dezember: Die spätromantische Märchenoper Hänsel und Gretel von Engelbert Humperdinck wird mit außerordentlichem Erfolg am Weimarer Hoftheater uraufgeführt. Das Libretto für das von Humperdinck in ironischer Anspielung auf Richard Wagners Oper Parsifal „Kinderstubenweihfestspiel“ genannte Werk verfasste seine Schwester Adelheid Wette nach dem gleichnamigen Märchen aus den Kinder- und Hausmärchen der Brüder Grimm.

Weitere Uraufführungen
- Sidney Jones: Don Yuan (musikalisches Bühnenwerk)
- Franz Lehár: Rodrigo

## Geboren

### Januar bis März
- 03. Januar: Rudolph „Rudy“ Cornelius Wiedoeft, US-amerikanischer Saxophonist († 1940)
- 04. Januar: Manuel Palau Boix, spanischer Komponist und Professor († 1967)
- 05. Januar: Elizabeth „Libba“ Cotten, US-amerikanische Folk- und Blues-Musikerin († 1987)
- 15. Januar: Ivor Novello, britischer Schauspieler, Bühnenautor und Musical-Komponist († 1951)

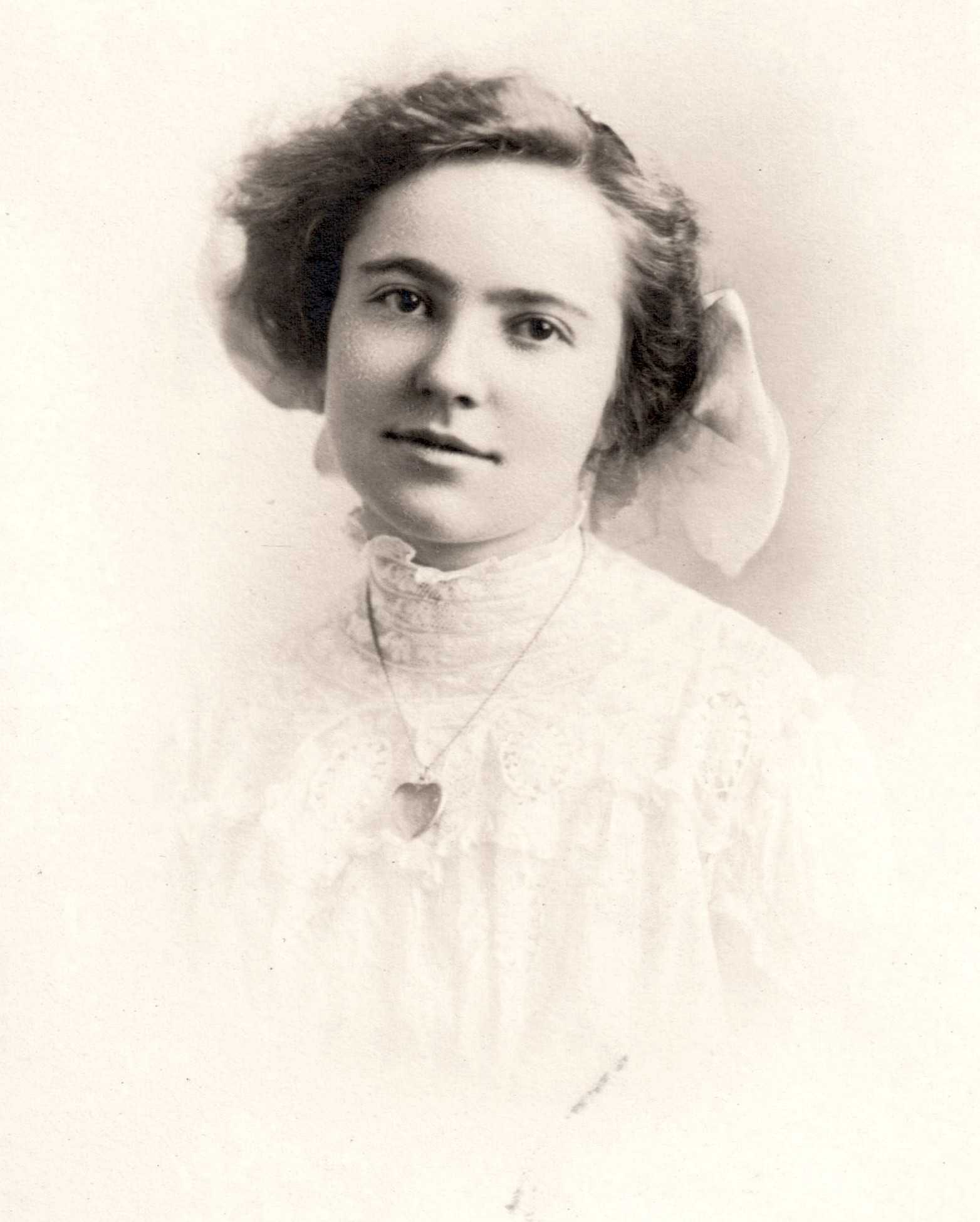
Pauline Alderman; * 16. Januar

- 16. Januar: Pauline Alderman, US-amerikanische Musikwissenschaftlerin und Komponistin († 1983)
- 16. Januar: Daisy Kennedy, australische Violinistin († 1981)
- 19. Januar: Magda Tagliaferro, franko-brasilianische Pianistin und Musikpädagogin († 1986)
- 24. Januar: Alfonso Ortiz Tirado, mexikanischer Arzt und Sänger († 1960)
- 26. Januar: Richard Maux, österreichischer Lehrer (Musikpädagoge) und Komponist († 1971)
- 28. Januar: Adolf Aber, deutscher Musikwissenschaftler und Kritiker († 1960)
- 29. Januar: Edric Cundell, englischer Komponist, Hornist, Pianist, Dirigent und Musikpädagoge († 1961)
- 29. Januar: Marțian Negrea, rumänischer Komponist († 1973)
- 02. Februar: Jeanne Dusseau, kanadische Sängerin und Musikpädagogin († 1979)
- 03. Februar: Ignacio Corsini, argentinischer Sänger, Komponist, Textdichter und Schauspieler italienischer Herkunft († 1967)
- 04. Februar: József Balassa, ungarischer Sänger († unbekannt)
- 04. Februar: Bernard Rogers, US-amerikanischer Komponist († 1968)
- 05. Februar: Jane Evrard, französische Dirigentin († 1984)
- 08. Februar: Luis Díaz, argentinischer Opern- und Tangosänger, Schauspieler und Tangodichter († 1978)
- 10. Februar: Jimmy Durante, US-amerikanischer Komiker, Radiomoderator, Schauspieler, Bandleader, Pianist und Sänger († 1980)
- 11. Februar: Don Azpiazú, kubanischer Bandleader († 1943)
- 13. Februar: Kurt Noack, deutscher Komponist († 1945)
- 14. Februar: Perry Bradford, US-amerikanischer Pianist, Sänger, Komponist und Bandleader sowie Aufnahmeleiter von Okeh Records († 1970)
- 17. Februar: Theobald Schrems, deutscher Musiker, Begründer des „Musikgymnasiums der Regensburger Domspatzen“ († 1963)

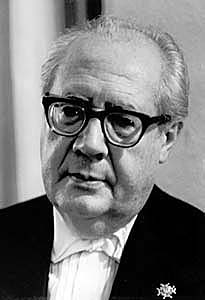
Andrés Segovia; * 21. Februar

- 21. Februar: Andrés Segovia, spanischer Gitarrist († 1987)
- 24. Februar: Richard Eichenauer, deutscher Musikschriftsteller († 1956)
- 06. März: Furry Lewis, US-amerikanischer Blues-Musiker († 1981)
- 21. März: Bo Carter, US-amerikanischer Blues-Gitarrist († 1964)
- 23. März: Victor Desautels, kanadischer Sänger und Impresario († 1970)
- 23. März: Cläre Lotto, deutsche Tänzerin und Schauspielerin († 1952)

### April bis Juni
- 01. April: Eugen Fuchs, deutscher Opernsänger und Gesangslehrer († 1971)
- 04. April: Douglas Clarke, englischer Dirigent, Musikpädagoge, Organist, Pianist und Komponist († 1962)
- 09. April: Heinrich Breiden, deutscher Flötist und Kammermusiker († 1950)
- 13. April: Itō Michio, japanischer Balletttänzer und Choreograph († 1961)
- 21. April: Émile Gour, kanadischer Sänger und Chorleiter († 1970)
- 21. April: Pierre Jamet, französischer Harfenist und Musikpädagoge († 1991)
- 21. April: Lorenzo Tio, US-amerikanischer Jazz-Klarinettist († 1933)
- 25. April: Emil Peeters, deutscher Kapellmeister und Komponist belgischer Herkunft († 1974)
- 08. Mai: Nathan Aaron, US-amerikanischer Violinist und Musikpädagoge jüdischer Herkunft († 1981)
- 11. Mai: Kwassi Bruce, Pianist und Leiter der Deutschen Afrika-Schau († 1964)
- 13. Mai: Victor Cordero Gonzales, peruanischer Sänger und Komponist († 1949)
- 16. Mai: Paul Amadeus Pisk, österreichischer Musikwissenschaftler und Komponist († 1990)
- 19. Mai: Władysław Raczkowski, polnischer Dirigent, Chorleiter, Organist und Pianist († 1959)
- 24. Mai: Xədicə Qayıbova, aserbaidschanische Pianistin († 1938)
- 24. Mai: Léon Reinach, französischer Musiker, Komponist und Kunstsammler, Holocaustopfer († 1944)
- 03. Juni: Assen Karastojanow, bulgarischer Komponist († 1976)
- 05. Juni: Georges-Émile Tanguay, kanadischer Organist, Komponist und Musikpädagoge († 1964)
- 07. Juni: Armando Carvajal y Quiroz, chilenischer Violinist, Dirigent, Komponist und Musikpädagoge († 1972)
- 07. Juni: Ludovic Feldman, rumänischer Komponist († 1987)

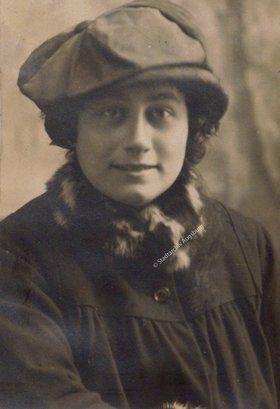
Marianne Zoff; * 30. Juni

- 10. Juni. Karl Gofferje, deutscher Musikpädagoge, Lautenspieler, Multiinstrumentalist und Instrumentenbauer († 1966)
- 10. Juni: Georg Schleicher, deutscher Bildhauer, Kunsthandwerker und Musiker († 1976)
- 12. Juni: Eliseo Grenet, kubanischer Pianist und Komponist († 1950)
- 20. Juni: Hugo Hudec, österreichischer Komponist und Kapellmeister († 1969)
- 21. Juni: Alois Hába, tschechischer Komponist († 1973)
- 23. Juni: Juan Canaro, uruguayischer Bandoneonist, Bandleader und Tangokomponist († 1977)
- 29. Juni: Aarre Merikanto, finnischer Komponist († 1958)
- 30. Juni: Marianne Zoff, österreichische Opernsängerin und Schauspielerin († 1984)

### Juli bis September
- 12. Juli: Aubrey Brain, britischer Hornist und Musikpädagoge († 1955)
- 20. Juli: Peter Baust, deutscher Tenor († 1954)
- 26. Juli: Krishnarao Shankar Pandit, indischer klassischer Sänger († 1989)
- 28. Juli: Rued Langgaard, dänischer Komponist und Organist († 1952)
- 28. Juli: Càndida Pérez i Martínez, katalanische Coupletsängerin und Komponistin († 1989)
- 02. August: Alfred Alessandrescu, rumänischer Komponist, Dirigent, Pianist, Musikwissenschaftler, Hochschullehrer und Musikkritiker († 1959)
- 10. August: Douglas Moore, US-amerikanischer Komponist († 1969)
- 17. August: A'Bing, chinesischer Komponist und Erhu-Spieler († 1950)
- 18. August: Ernest MacMillan, kanadischer Komponist, Dirigent, Organist und Musikpädagoge († 1973)

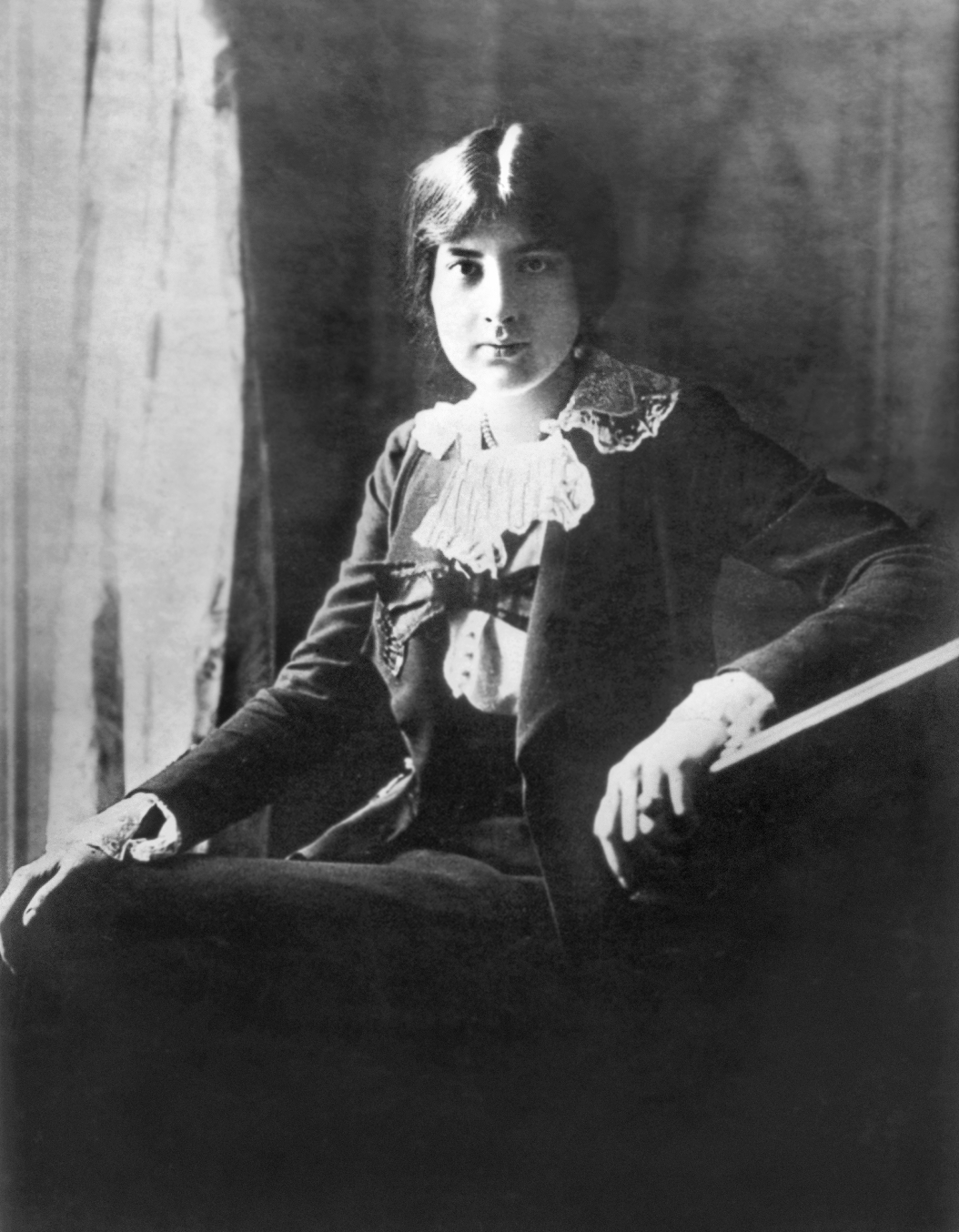
Lili Boulanger; * 21. August

- 21. August: Lili Boulanger, französische Komponistin († 1918)
- 25. August: Maxim Dormidontowitsch Michailow, russischer bzw. sowjetischer Opernsänger (Bass) und Schauspieler († 1971)
- 26. August: Pasquale Perris, italienischer Kapellmeister, Dirigent und Filmkomponist († 1954)
- 28. August: Lawrence Benjamin Brown, US-amerikanischer Pianist und Arrangeur († 1973)
- 30. August: Nagai Ikuko, japanische Opernsängerin († 1983)
- 31. August: Lily Laskine, französische Harfenistin († 1988)
- 08. September: Adolfo Carabelli, argentinischer Tango- und Jazzmusiker, Pianist, Komponist und Bandleader († 1947)
- 13. September: Larry Shields, US-amerikanischer Jazz-Klarinettist († 1953)
- 16. September: Joseph Rinaldini, österreichischer Komponist und Musikschriftsteller († 1977)
- 18. September: Arthur Benjamin, australischer Komponist († 1960)
- 19. September: Stephanie Pellissier, deutsche Pianistin, Organistin und Chorleiterin († 1982)

### Oktober bis Dezember
- 03. Oktober: František Pícha, tschechischer Komponist, Musikpädagoge und Volksliedsammler († 1964)
- 06. Oktober: Milton Ager, US-amerikanischer Komponist († 1979)
- 08. Oktober: Clarence Williams, US-amerikanischer Jazzpianist und Komponist († 1965)
- 09. Oktober: Mário de Andrade, brasilianischer Schriftsteller und Musikforscher († 1945)
- 10. Oktober: Willi Apel, US-amerikanischer Musikwissenschaftler († 1988)
- 17. Oktober: Jean Binet, Schweizer Komponist und Musiker († 1960)
- 21. Oktober: Antonio Alberdi y Aguirrezábal, baskischer Orgelbauer, Organist und Komponist († 1986)
- 23. Oktober: Jean Absil, belgischer Komponist und Professor († 1974)

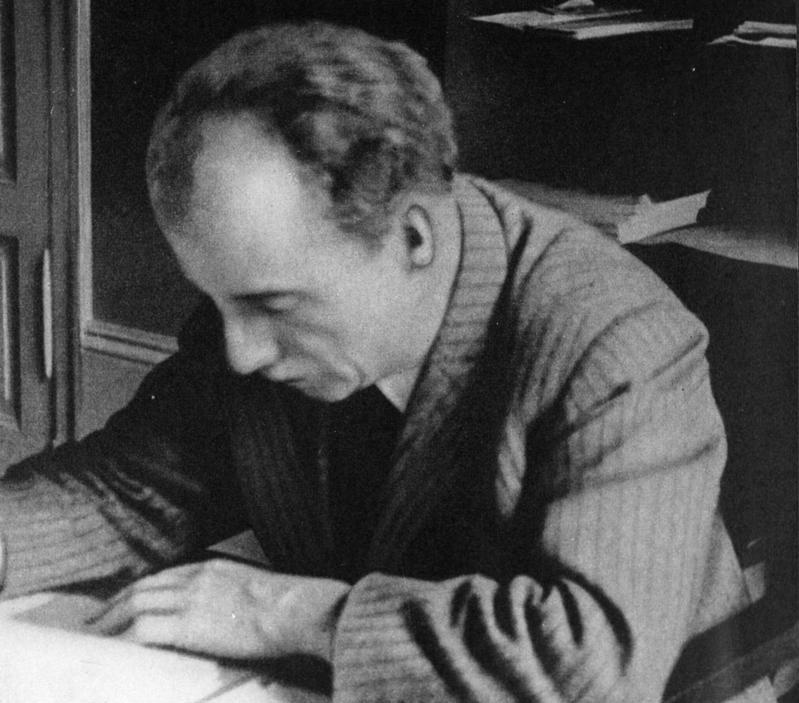
Kurt Huber; * 24. Oktober

- 24. Oktober: Kurt Huber, deutscher Professor, Volksliedforscher, Mitglied der Weißen Rose († 1943)
- 25. Oktober: Leonid Kochanski, Pianist und Klavierpädagoge polnisch-jüdischer Herkunft († 1980)
- 27. Oktober: Heinz Ihlert, deutscher nationalsozialistischer Kultur- und Kommunalpolitiker († 1945)
- 30. Oktober: José Luis Padula, argentinischer Bandleader, Tangogitarrist, -pianist und -komponist († 1945)
- 19. November: Gerard Boedijn, niederländischer Komponist und Lehrer († 1972)

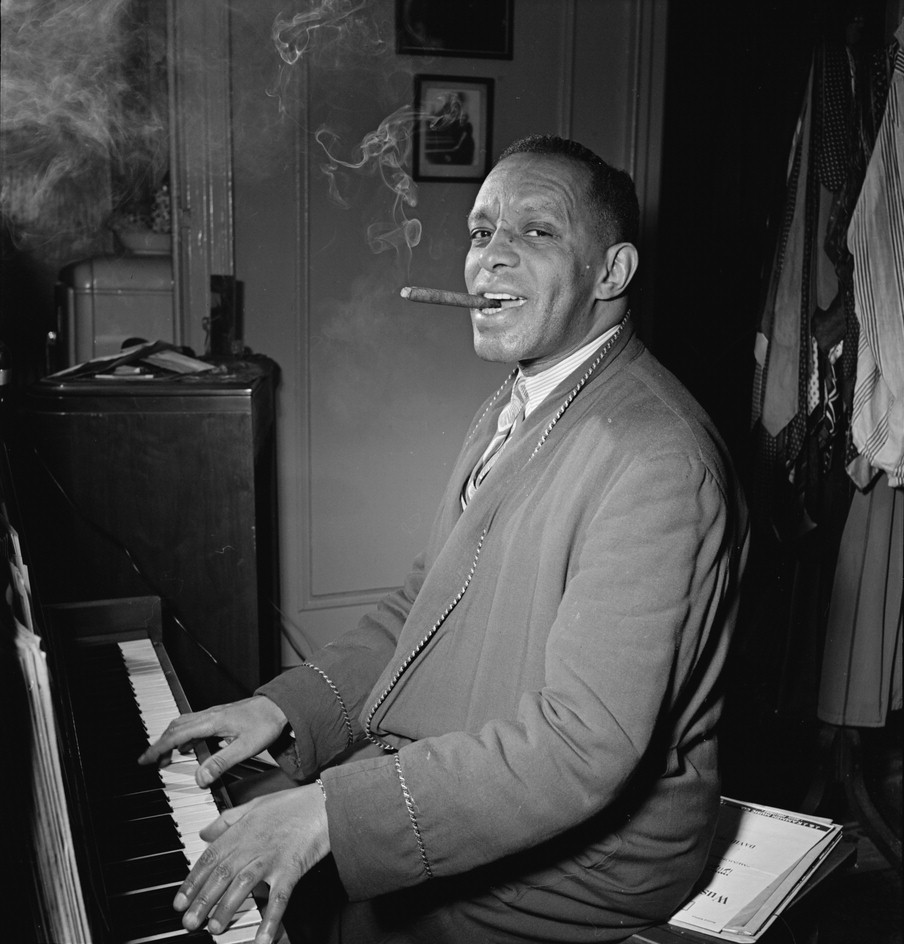
Willie „The Lion“ Smith; * 23. November

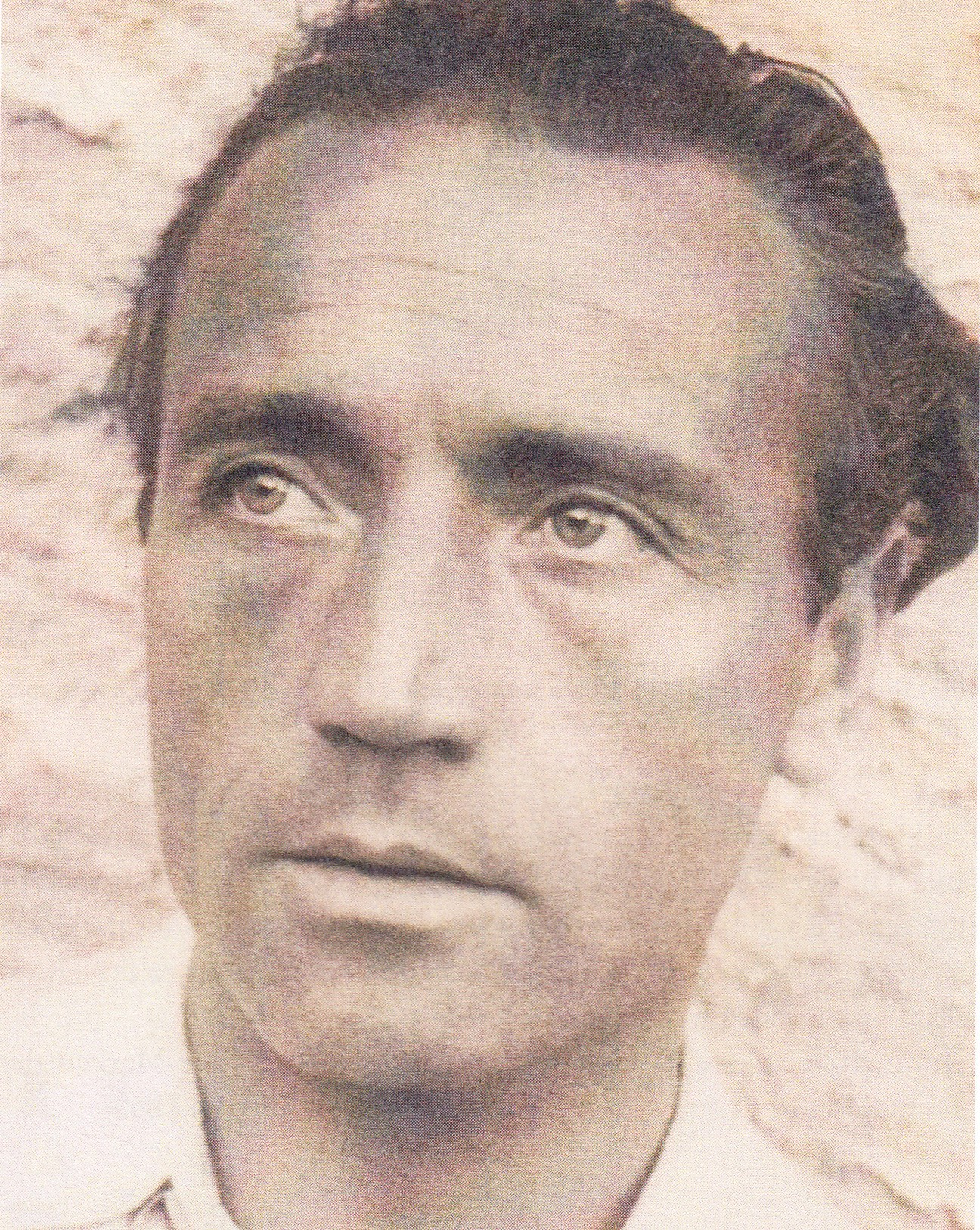
Leo Kok; * 24. November

- 23. November: Willie „The Lion“ Smith, US-amerikanischer Jazzpianist († 1973)
- 24. November: Leo Kok, niederländischer Musiker, Komponist, Antiquar und Widerstandskämpfer († 1992)
- 27. November: Stanisław Wiechowicz, polnischer Komponist († 1963)
- 02. Dezember: Raoul Paquet, kanadischer Organist, Musikpädagoge und Komponist († 1946)
- 02. Dezember: Robert Talbot, kanadischer Violinist, Musikpädagoge und Komponist († 1954)
- 05. Dezember: August Hansen Werner, norwegisch-amerikanischer Sänger, Bildhauer und Kunstprofessor († 1980)
- 07. Dezember: Demetrius Constantine Dounis, griechischer Geiger und Musikpädagoge († 1954)
- 07. Dezember: Maria Hussa, österreichische Opernsängerin († 1980)
- 09. Dezember: Dom Paul Benoît, Luxemburger Komponist († 1979)
- 10. Dezember: Walter Rein, deutscher Komponist († 1955)
- 12. Dezember: Marie (Miriam) Zweig, deutsche Pianistin († 1972)
- 16. Dezember: Georges Truc, französischer Dirigent († 1941)
- 26. Dezember: Jauhen Zikozki, belarussischer Komponist († 1970)
- 28. Dezember: Ernst Römer, österreichisch-mexikanischer Dirigent, Musikpädagoge und Komponist († 1974)
- 28. Dezember: Freddie Spruell, US-amerikanischer Bluesmusiker († 1956)
- 30. Dezember: Queenie Paul, australische Schauspielerin, Sängerin und Tänzerin († 1982)

### Genaues Geburtsdatum unbekannt
- Lotte Hegyesi, deutsch-ungarische Cellistin und Musikpädagogin († unbekannt)
- Rafael Oropesa, spanischer Musiker, Dirigent, Komponist und Kommunist († 1944)
- Guido Vanzina Pacheco, argentinischer Tangopianist, Bandleader und Komponist († 1940)
- Eftychia Papagiannopoulou, griechische Liedertexterin und Lyrikerin († 1972)
- Carlos Manuel García Vila, dominikanischer Geiger und Musikpädagoge († 1919)

## Gestorben

### Todesdatum gesichert
- 12. Januar: Karl Hill, deutscher Opernsänger (* 1831)

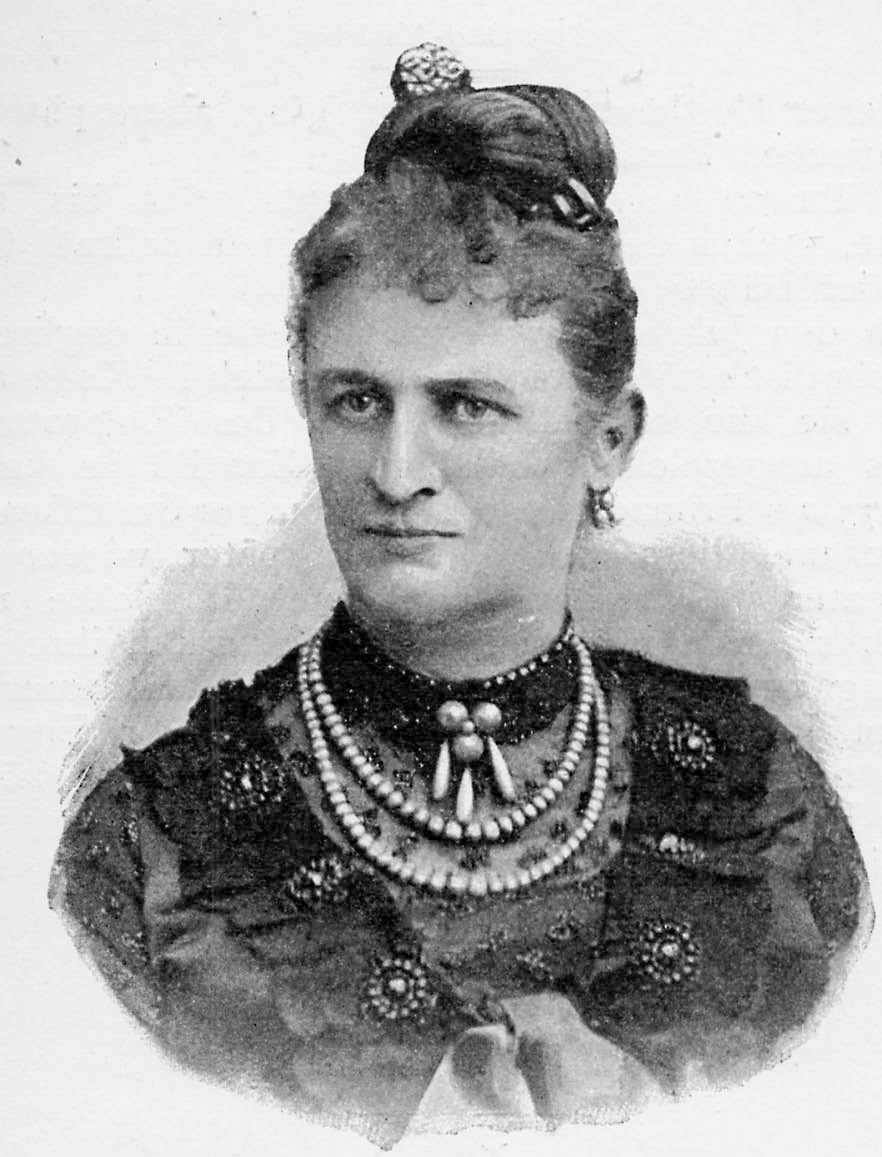
Melitta Otto-Alvsleben; † 13. Januar

- 13. Januar: Melitta Otto-Alvsleben, deutsche Sängerin (* 1842)
- 22. Januar: Vinzenz Lachner, deutscher Komponist und Dirigent (* 1811)
- 13. Februar: George Lichtenstein, ungarischer Politiker, Pianist und Musikpädagoge (* 1827)
- 24. Februar: Theodor Stein, russischer Pianist und Musikpädagoge deutscher Herkunft (* 1819)
- 06. März: Charles Lebouc, französischer Cellist (* 1822)
- 09. März: Disma Fumagalli, italienischer Komponist und Musikpädagoge (* 1826)
- 18. März: Tomás León, mexikanischer Komponist und Pianist (* 1826)
- 28. März: Xavier Boisselot, französischer Komponist und Klavierbauer (* 1811)
- 14. April: Carl Heinrich Hübler, deutscher Hornist und Komponist (* 1822)
- 29. April: Gustave Nadaud, französischer Dichter, Goguettier, Liedermacher und Sänger (* 1820)
- 28. Mai: Felipe Villanueva, mexikanischer Komponist (* 1862)
- 09. Juni: Franz Josef Schütky, böhmischer Sänger, Komponist, Chorleiter und Opernregisseur (* 1817)
- 13. Juni: Ernst Friedrich Gäbler, deutscher Komponist, Musiklehrer und Dirigent (* 1807)
- 15. Juni: Ferenc Erkel, ungarischer Komponist (* 1810)
- 26. Juni: Konstantin Karlowitsch Albrecht, russischer Komponist (* 1836)
- 21. Juli: Alfred Deléhelle, französischer Komponist (* 1826)
- 07. August: Alfredo Catalani, italienischer Opern-Komponist (* 1854)
- 17. August: Oscar Niemann, deutscher Sänger, Komponist und Porträtmaler (* 1861)

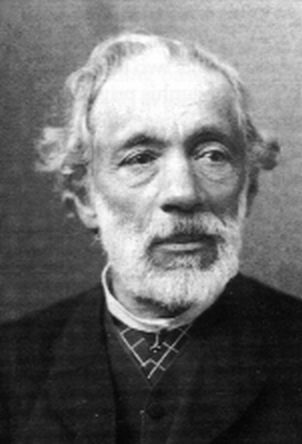
Eduard Franck; † 1. Dezember

- 16. Oktober: Carlo Pedrotti, italienischer Komponist, Dirigent und Musiklehrer (* 1817)
- 18. Oktober: Charles Gounod, französischer Komponist (* 1818)
- 06. November: Pjotr Tschaikowski, russischer Komponist (* 1840)
- 08. November: Ernest Cahen, französischer Organist und Komponist (* 1828)
- 28. November: Wilhelm Müller, deutscher Klavierfabrikant, Musikverleger und Komponist (* 1814)
- 01. Dezember: Eduard Franck, deutscher Komponist (* 1817)
- 09. Dezember: George Elvey, britischer Organist und Komponist (* 1816)
- 13. Dezember: Theodor Lay, deutscher Opernsänger (* 1825)
- 23. Dezember: Benedict Randhartinger, österreichischer Komponist und Hofkapellmeister (* 1802)

### Genaues Todesdatum unbekannt
- Giuseppe Aducco, italienischer Violinist, Klarinettist, Komponist, Musikpädagoge und Kapellmeister (* 1834)